# أنبوب ميرشاوم
أنبوب ميرشاوم هو أنبوب تدخين مصنوع من السيبيوليت المعدني، المعروف أيضًا باسم ميرشاوم. في بعض الأحيان يطفو على البحر الأسود ويوحي برغوة البحر (ومن هنا جاء الأصل الألماني للاسم، وكذلك الاسم الفرنسي لنفس المادة، إيسومي دي مي).

## النشأة
كان أول استخدام مسجل لميرشاوم لصنع الأنابيب حوالي عام 1723. سرعان ما أصبحت ذات قيمة كمادة مثالية لتوفير دخان بارد وجاف ولذيذ، بسبب الطبيعة المسامية لرطوبة ميرشاوم وقطران التبغ يتم سحبها بعمق في الحجر. أصبح ميرشاوم بديلاً متميزًا لأنابيب الطين في ذلك اليوم ولا يزال موضع تقدير حتى يومنا هذا، على الرغم من أنه منذ منتصف القرن التاسع عشر، أصبحت أنابيب البراير هي الأنابيب الأكثر شيوعًا للتدخين.
أدى استخدام خشب البراير، الذي بدأ في أوائل عشرينيات القرن التاسع عشر، إلى انخفاض كبير في الطلب على الأنابيب الطينية، وبدرجة أقل، أنابيب ميرشاوم.تم دمج صفات ميرشاوم مع صفات أنابيب براير عن طريق تبطين أنابيب البراير بأوعية ميرشاوم. يعتقد بعض المدخنين أن أنابيب البراير المبطنة بـميرشاوم تمنح مسامية وصفات التدخين الحلو لميرشاوم جنبًا إلى جنب مع صفات امتصاص الحرارة ومتانة البراير. ومع ذلك، يجب أن يكون ميرشاوم باردًا قبل تنظيف الأنبوب، ويجب راحة البراير بعد بضعة أيام من التدخين، لذلك يأتي المزيج مع بعض عيوب كلا المادتين. يمكن أن تؤثر رقة البطانة على المدة التي يستغرقها الأنبوب وبعض المدخنين لا ينظفون أنابيبهم، مما يتسبب في تشقق الميرشاوم.

## الخصائص
عند التدخين، تتغير أنابيب ميرشاوم تدريجيًا، وستتحول أنابيب ميرشاوم القديمة إلى ظلال متزايدة من الأصفر والبرتقالي والأحمر والعنبر من القاعدة إلى الأعلى. عند تحضيرها للاستخدام كأنبوب، يتم كشط العُقَد الطبيعية أولاً لإزالة المصفوفة الترابية الحمراء، ثم تجفيفها، وكشطها مرة أخرى وصقلها بالشم. يتم قلب الكتل ذات الشكل الفظ المعدة على هذا النحو ونحتها وتنعيمها بورق زجاجي وتسخينها بالشمع أو الستيرين، وأخيراً صقلها برماد العظم.

## الصور

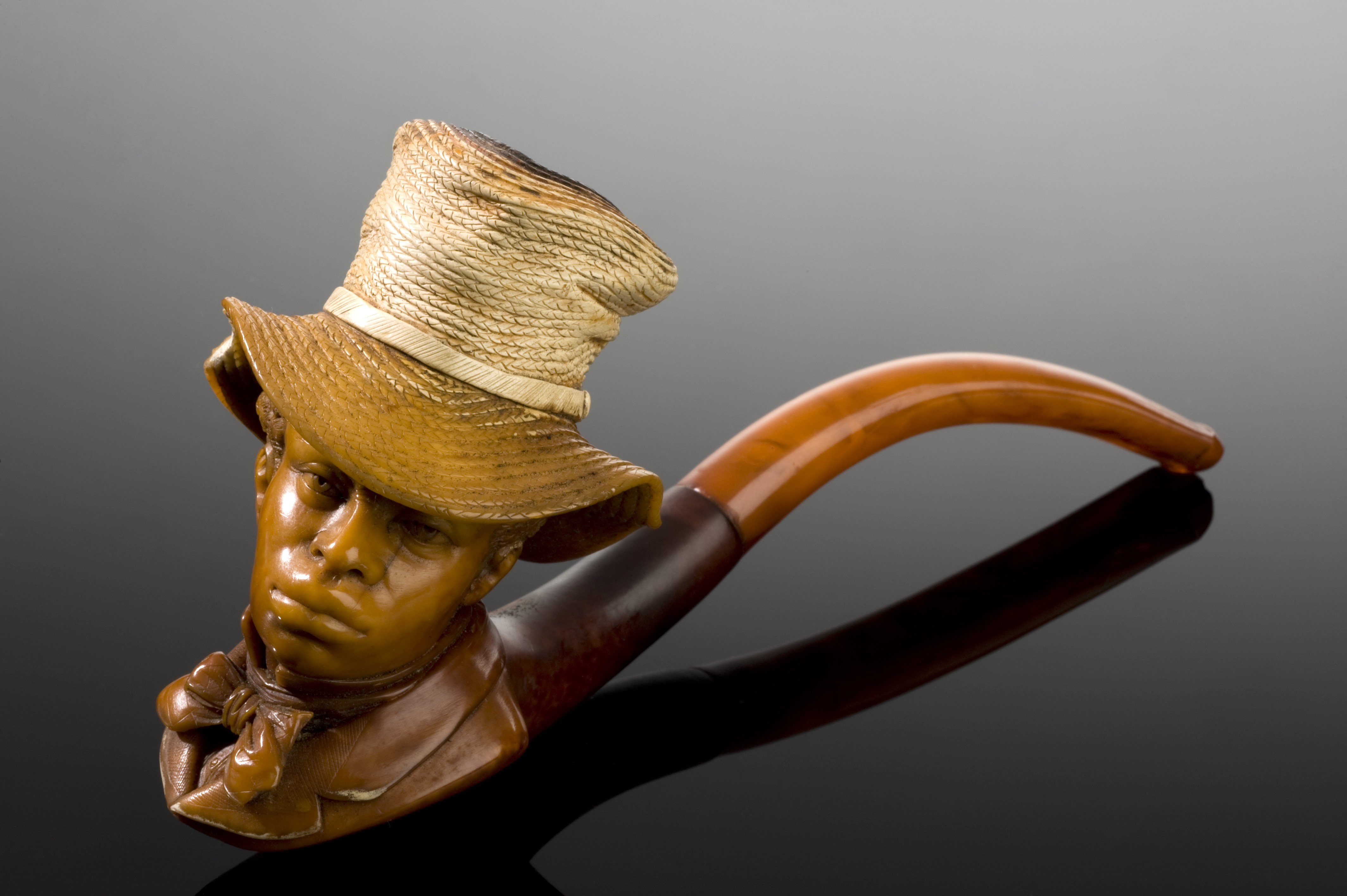
ميرشاوم
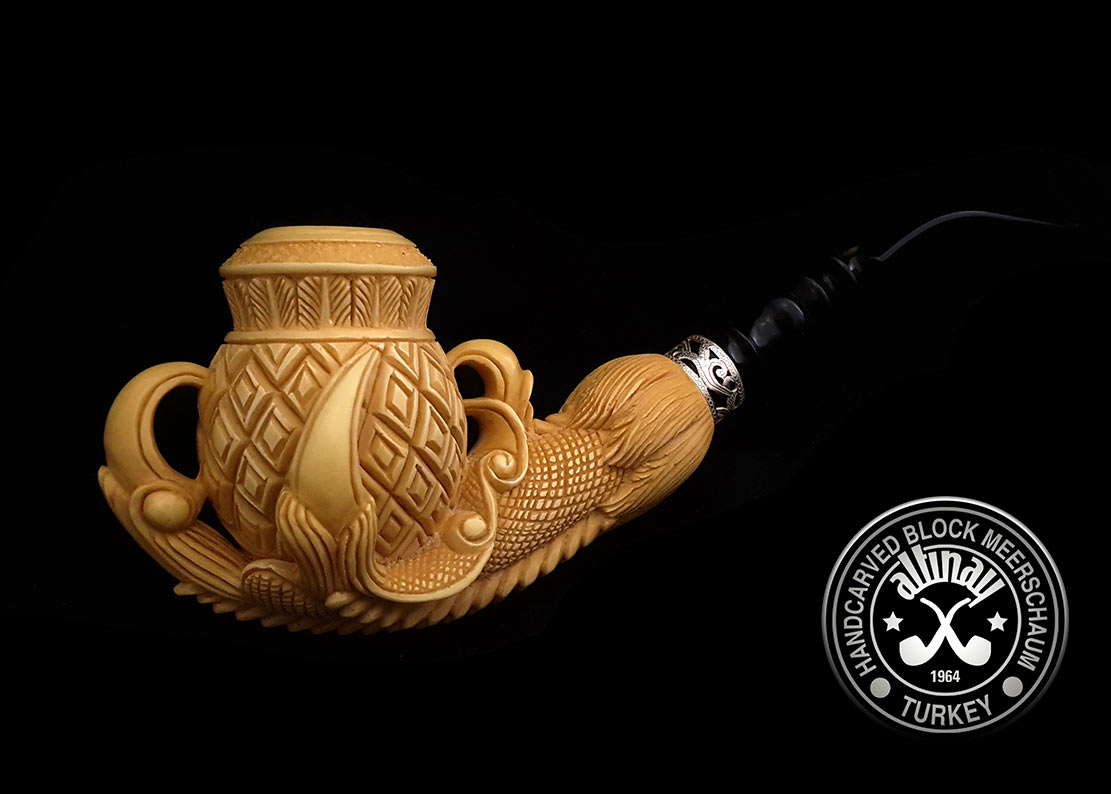
أنبوب مصنوع من الميرشاوم

## الاستخدام العالمي
كانت منتجات ميرشاوم التركية المنحوتة تُصنع تقليديًا في مراكز التصنيع مثل فيينا. لكن منذ السبعينيات، حظرت تركيا تصدير عُقَد ميرشاوم، محاولةً لإقامة صناعة ميرشاوم محلية. لذلك اختفى المصنعون المشهورون في السابق ولجأ منتجو الأنابيب الأوروبيون إلى مصادر أخرى لأنابيبهم.
هناك اختلاف آخر في أنبوب ميرشاوم وهو أنبوب كالاباش الذي جُعل أيقونة من قِبَل تصوير ويليام جيليت المسرحي لشرلوك هولمز. كالاباش هو دباء يشبه القرع، يزرع خصيصًا للاستخدام في الأنابيب، يتم تحديد الشكل مع نمو القرع عن طريق وضع كتل صغيرة تحت الساق، مما يجبره على الانحناء اللطيف. يتم قطع القرع الناضج وتجفيفه، ثم تجهيزه بحشية من الفلين لتلقي وعاء ميرشاوم. يوفر الأنبوب النهائي أحد أروع أنواع الدخان المتاحة وأكثرها جفافاً.
في الصومال وجيبوتي، يتم استخدام ميرشاوم لصنع بخور، وهو مبخر تقليدي. يتم تعدين المعدن في منطقة البور، والتي تعمل الأخيرة كمركز للمحاجر، والبر هي أيضا منشأ صناعة الأنابيب المحلية .

## مواد مشابهة
يتم الإحتذاء بنفس الطريقة لصنع الجص في باريس والتجهيزات الأخرى. يرتبط المعدن الناعم الأبيض الترابي من لانغبان، في فارملاند في السويد - والتي تعرف أيضًا باسم أفروديت (باليوناني وهو زبد البحر)- ارتباطًا وثيقًا بالميرشاوم، وهي كلمة مرادفة لطين سيميستك (الاستفنست).

## ثقافة مشهورة
في فيلم الكنز الوطني لعام 2004، تم العثور على الدليل الثاني للكنز مخبأ داخل أنبوب ميرشاوم. في وقت لاحق من الفيلم، يعمل حامل التبغ المذكور كمفتاح لفتح قبو الكنز.
في مسرحية صموئيل بيكيت المكونة من فصل واحد عام 1957مسرحية "نهاية اللعبة"، بينما يروي هام قصة اليوم الذي تبنى فيه كلوف، يذكر كيف كان يدخن أنبوب ميرشاوم، بعد إضاءته بفيستا.
في عام 1958، ظهرت المسرحية الهزلية التلفزيونية الأمريكية الشهيرة" أتركها لبيفر"، الموسم 2، الحلقة 9، حيث قام تيودور «بيفر» كليفر وصديقه لاري مونديلو بتدخين أنبوب ميرشاوم أرسل مؤخرًا من ألمانيا كهدية لوالد بيفر.